# Hydrobiosis ingenua
Hydrobiosis ingenua là một loài Trichoptera trong họ Hydrobiosidae. Chúng phân bố ở miền Australasia.